# ياسوهيرو توميناجا
ياسوهيرو توميناجا (باليابانية: 富永 康博) (مواليد 22 مايو 1980)، هو لاعب كرة قدم ياباني سابق كان يلعب كحارس مرمى.

## وصلات خارجية
- ياسوهيرو توميناجا على موقع رابطة كرة القدم اليابانية للمحترفين (اليابانية)
- ياسوهيرو توميناجا على موقع قاعدة بيانات كرة القدم.إي يو (الإنجليزية)
- ياسوهيرو توميناجا على موقع عالم كرة القدم.نت (الإنجليزية)